# Mollina
Mollina és un municipi d'Andalusia, a la província de Màlaga,

## Context geogràfic
Les seves terres en general són poc accidentades, amb l'excepció de la Sierra de Mollina, que tampoc presenta importants desnivells. Fora d'aquesta serra, que es troba coberta principalment per vegetació de forest baixa, la resta del municipi està ocupat per camps d'olivar i cereal, així com abundants vinyes, de les quals s'extreuen els vins que han aconseguit no fa molt la denominació d'origen de Mollina.

## Història
Els primers pobladors d'aquestes terres apareixen ja en el Neolític si s'ha de jutjar per les restes arqueològiques de la Sierra de la Camorra, contigua a la de Mollina, amb la qual també s'identifica. Allí, en la Cova de las Goteras i en la de la Figuera han aparegut ceràmiques d'aquesta època. En altra cova, la de Los Porqueros també s'han trobat pintures rupestres representant figures humanes esquemàtiques. Així mateix han aparegut restes neolítics en els paratges denominats Cerro de la Fuente i Cerro de las Viñas.
De l'època romana es conserva un mausoleu-temple al Cortijo de La Capuchina i un fort, el castell del Capiruzón, únic a Andalusia amb aquestes característiques, en el paratge de Santillán. No tenim notícies del que va ocórrer aquí durant l'edat mitjana, tan solament coneixem les restes d'una torre vigía en el Turó de la Font, de la qual encara poden veure's els seus fonaments de forma circular. Després de la conquesta cristiana van començar els repartiments de les terres entre els vencedors i la repoblació amb cristians. Per la zona de Torre Molina, on ara s'assenta el poble, va quedar un tros gran sense repartir, que es lliura al Cabildo de la ciutat de Antequera. Aquest tros serà anomenat Cortijo de la Ciudad, i amb una extensió de 1.816 faneques es reparteix entre els nous colons en 1575, donant així origen a la fundació del poble actual. Poc temps després del repartiment es crea la primera parròquia, que s'amplia en 1687, quan el poble contava ja amb 200 habitants. En aquesta època, Humilladero depenia de la parròquia de Mollina, de la qual s'independitza a final de segle.

## Naixement com a municipi
Mollina neix com a municipi a principis del segle xx, segregant-se d'Antequera en virtut de la disposició de la Constitució de 1812 que deia que els pobles de més de 1.000 habitants havien de tenir Ajuntament propi. El primer acta de l'Ajuntament de Mollina és del 9 de juny de 1820. Queden restes del castell d'origen àrab, situat a diversos quilòmetres del nucli urbà, al peu de la sierra de La Camorra. Són d'interès l'església de Nuestra Señora de la Oliva, de finals del segle xvii, i el convent de l'Ascensió, del segle xviii, amb una entrada principal d'estil barroc i un pati interior amb capella espadanya. El poble és de carrers rectes i llargues, amb típiques cases emblanquinades i amb reixes en les finestres. En el municipi existeixen bastants llocs d'interès arqueològic que s'han citat en la part d'història i altres més que sobresurten per ser paratges pintorescs, d'interès espeleológico o turístic. Així, per a l'espeleologia estan les coves de Mortero, de la Higuera, de la Rosa Chica i de Los Órganos.

## Festejos
El 2 de febrer té especial rellevància per la festa de la Candelaria; al maig se celebra el romiatge de la Verge de l'Oliva i entre el 13 i el 16 d'agost són les festes majors en honor de l'anterior advocació mariana. La festa de la verema, finalment, té lloc el 15 de setembre.